# Splachnales
Splachnales är en ordning av bladmossor som först beskrevs av M.Fleisch., och fick sitt nu gällande namn av Ryszard Ochyra. Splachnales ingår i klassen egentliga bladmossor, divisionen bladmossor, och riket växter.
Kladogram enligt Dyntaxa:
| Splachnales | \| \| Meesiaceae \| \| \| \| \| \| Splachnaceae \| \| \| \| |
|             | \| \| Meesiaceae \| \| \| \| \| \| Splachnaceae \| \| \| \| |
|             | Archidiales                                                 |
|             |                                                             |
|             | Bryales                                                     |
|             |                                                             |
|             | Bryoxiphiales                                               |
|             |                                                             |
|             | Buxbaumiales                                                |
|             |                                                             |
|             | Dicranales                                                  |
|             |                                                             |
|             | Diphysciales                                                |
|             |                                                             |
|             | Encalyptales                                                |
|             |                                                             |
|             | Funariales                                                  |
|             |                                                             |
|             | Grimmiales                                                  |
|             |                                                             |
|             | Hedwigiales                                                 |
|             |                                                             |
|             | Hookeriales                                                 |
|             |                                                             |
|             | Hypnales                                                    |
|             |                                                             |
|             | Orthotrichales                                              |
|             |                                                             |
|             | Polytrichales                                               |
|             |                                                             |
|             | Pottiales                                                   |
|             |                                                             |
|             | Tetraphidales                                               |
|             |                                                             |
|             | Timmiales                                                   |
|             |                                                             |
|             | Meesiaceae                                                  |
|             |                                                             |
|             | Splachnaceae                                                |
|             |                                                             |

|  | Meesiaceae   |
|  |              |
|  | Splachnaceae |
|  |              |